# Dino Najdoski
Dino Najdoski (in macedone Динo Hajдocки?; Belgrado, 8 maggio 1992) è un calciatore macedone, difensore del Skopje.

## Biografia
Nato a Belgrado, anche suo padre Ilija è stato un calciatore.

## Carriera

### Club
Cresciuto nel Vardar colleziona 4 presenze nel campionato 2009-2010. Nella stagione successiva viene acquistato dalla Bellinzona per poi, nel febbraio 2011, venir girato in prestito alla Biaschesi fino al termine della stagione. Terminata l'avventura Svizzera passa al Rabotnički con il quale, il 18 agosto 2011, scese in campo da titolare per la partita di andata dei play-off di Europa League persa 6-0 in casa della Lazio. A fine partita fu trovato positivo insieme al compagno di squadra Milovan Petrović al test antidoping, ciò gli costò un anno di squalifica dall'attività agonistica. Nell'agosto 2014 conclusasi l'esperienza nel Rabotnički, con la vittoria di un campionato macedone e di una Coppa di Macedonia e con tante polemiche nei confronti dell'allora presidente Dragan Popovski, si accasa tra le file del Vardar laureandosi dopo la prima stagione campione nazionale. Terminata la seconda esperienza nei "Rosso-neri" con rescissione consensuale del contratto nel gennaio 2016, si trasferisce ad agosto nel Metalurg Skopje militante in seconda divisione macedone. Cinque mesi dopo, nel gennaio 2017, si accasa nel Teteks sempre militante nel secondo livello del calcio macedone.
Nell'agosto 2020 passa al Skopje, chiude la prima stagione con la promozione in Prva Liga.

## Palmarès

### Club

#### Competizioni nazionali
- Coppa di Macedonia: 1

Rabotnički: 2013-2014
- Campionato macedone: 2

Rabotnički: 2013-2014
Vardar: 2014-2015